# Моррис (округ, Техас)
Округ Моррис (англ. Morris county) — округ штата Техас Соединённых Штатов Америки. На 2000 год в нем проживало 13 048 человек. По оценке бюро переписи населения США в 2009 году население округа составляло 12 635 человек. Окружным центром является город Дейнджерфилд.

## История
Округ Моррис был сформирован в 1875 году. Он был назван в честь Уильяма Райта Морриса, члена легислатуры и плантатора в этой области.

## География
По данным бюро переписи населения США площадь округа Моррис составляет 670 км², из которых 659 км² — суша, а 11 км² — водная поверхность (1,60 %).

### Основные шоссе
- Федеральная автострада 30
- Шоссе 67
- Шоссе 259
- Автострада 11
- Автострада 49
- Автострада 77

### Соседние округа
- Буи  (север)
- Касс  (восток)
- Марион  (юго-восток)
- Апшер  (юг)
- Камп  (юго-запад)
- Тайтус  (запад)
- Ред-Ривер  (северо-запад)